# Émile Mathis

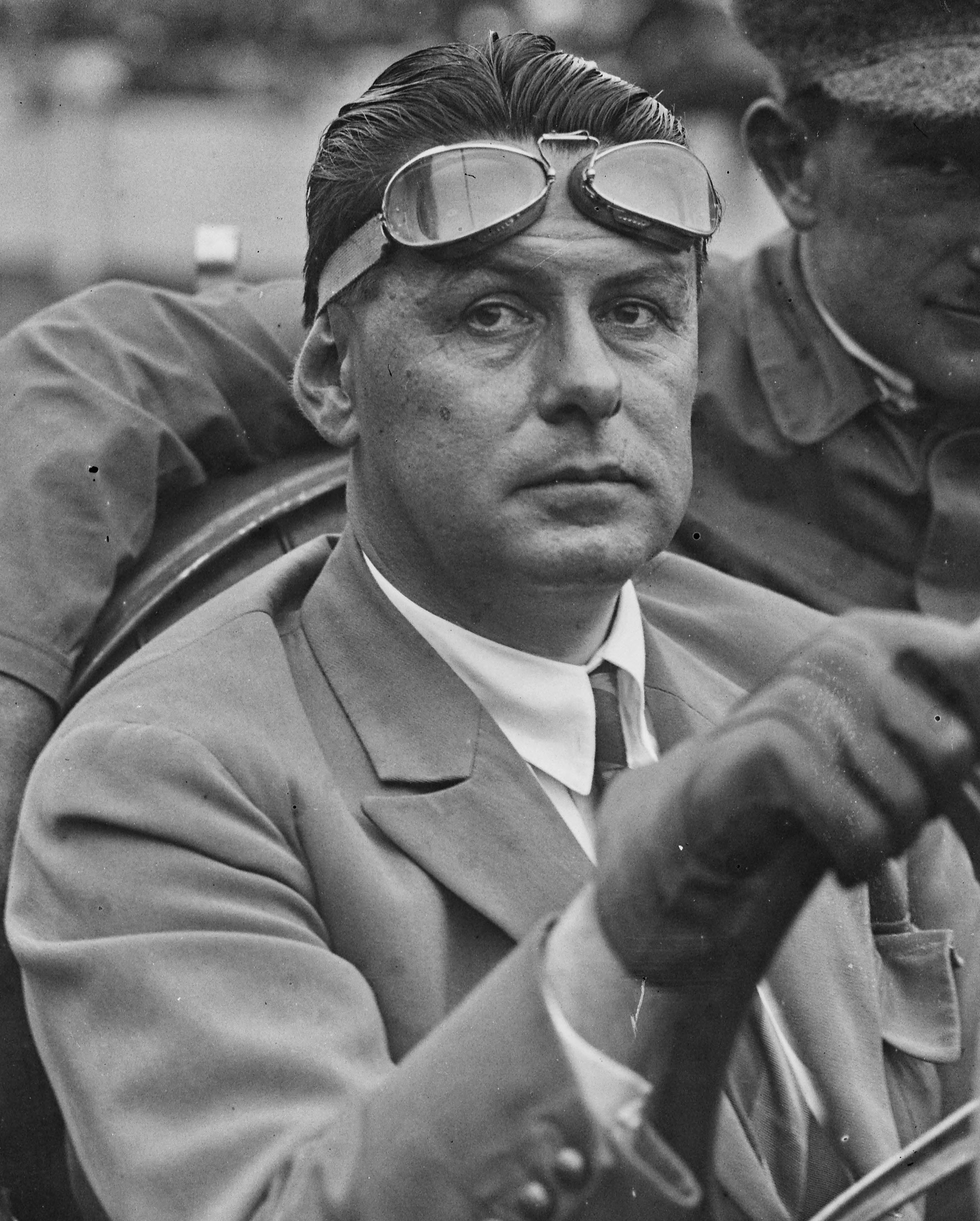
Émile Mathis za volantem vozu Mathis při Grand Prix Francie 1921

Émile Ernest Charles Mathis (německy Emil Ernst Karl Mathis; 15. března 1880 Štrasburk – 3. srpna 1956 Ženeva) byl alsaský obchodník, automobilový závodník a výrobce automobilů, zakladatel firmy SA Mathis. Předtím, než následkem Versailleské smlouvy připadlo Alsasko-Lotrinsko v roce 1919 Francii, měl německé občanství a jeho firma E. E. C. Mathis byla vedena jako německý podnik. Až po válce se stala francouzskou akciovou společností (Société Anonyme – SA). Vyráběla širokou paletu spolehlivých vozů a až do druhé světové války byla velmi úspěšná, v meziválečném období byla čtvrtým největším francouzským výrobcem za trojicí Citroën, Renault a Peugeot.

## Život
Émile Mathis se narodil jako syn štrasburského hoteliéra vlastnícího zdejší Hôtel à la Ville de Paris. Ve věku 12 let byl poslán na studia do Anglie. Po svém návratu založil ve Strasburku firmu pro prodej a servis automobilů. V roce 1901 navázal obchodní styky s německou automobilkou De Dietrich z Niederbronnu, kde pracoval Ettore Bugatti. Zde se s Bugattim seznámil. Mathis vlastnil v této době autosalon, nabízející značky jako Fiat, Panhard a Levassor, Rochet-Schneider či Minerva. „Auto Mathis Palace“ byl největší prodejní a servisní podnik automobilů v Evropě a třetí na světě..
Svým zákazníkům chtěl nabídnout i drahé a luxusní vozy. Angažoval tedy Bugattiho jako konstruktéra. Vozy pod značkou Hermes-Simplex byly od jara 1904 vyráběny v Société Alsacienne de Construction Mécanique (SACM) v Graffenstadenu. V roce 1906 byla jejich spolupráce ukončena. V roce 1910 založil Mathis vlastní firmu E. E. C. Mathis. Spolupracovala například se štětínskou firmou Stoewer, její úspěšný model Stoewer G4 vyráběla v licenci. V roce 1911 vznikl první malý automobil s víceválcovým motorem, který byl pravděpodobně inspirován Bugattim. Závodník a konstruktér Dragutin Esser v roce 1907 přešel k Bugattimu.
Během první světové války byl Mathis několikrát pověřen německou vládou k cestě do Švýcarska, kde měl nakupovat pneumatiky. Na jedné z těchto cest však odjel do Francie a zůstal zde až do skončení války. Do své továrny se tak mohl vrátit až poté, co Alsasko připadlo Francii. Francouzskou státní příslušnost získal v roce 1920. Během hospodářské krize, hledal Mathis pro svou firmu partnera a v roce 1934 založil s americkou Ford Motor Company společný podnik. Ten vyráběl vozy pod názvem „Matford“ (Mathis + Ford) až do roku 1940. Po vypuknutí druhé světové války, poté co nacistické Německo napadlo Francii, uprchl Mathis do Spojených států, kde žil a pracoval po celou válku. Založil zde společnost Matam Corporation (Mathis America), která vyráběla válečný materiál, například velká množství munice pro americké námořnictvo. Firmě bylo námořnictvem uděleno ocenění Army-Navy „E“ Award (E znamená Excellence in Production). Takto bylo oceněno jen 5 procent z celkového počtu 85 000 dodavatelů v USA. Do Evropy se Mathis vrátil v roce 1946. Chtěl pokračovat v předválečné činnosti, ale jako stárnoucí muž bez potomků továrnu v roce 1953 prodal firmě Citroën.
Émile Mathis zemřel po pádu z okna hotelu v Ženevě v roce 1956. Pohřben je na pařížském hřbitově Passy.